# Luxlampa

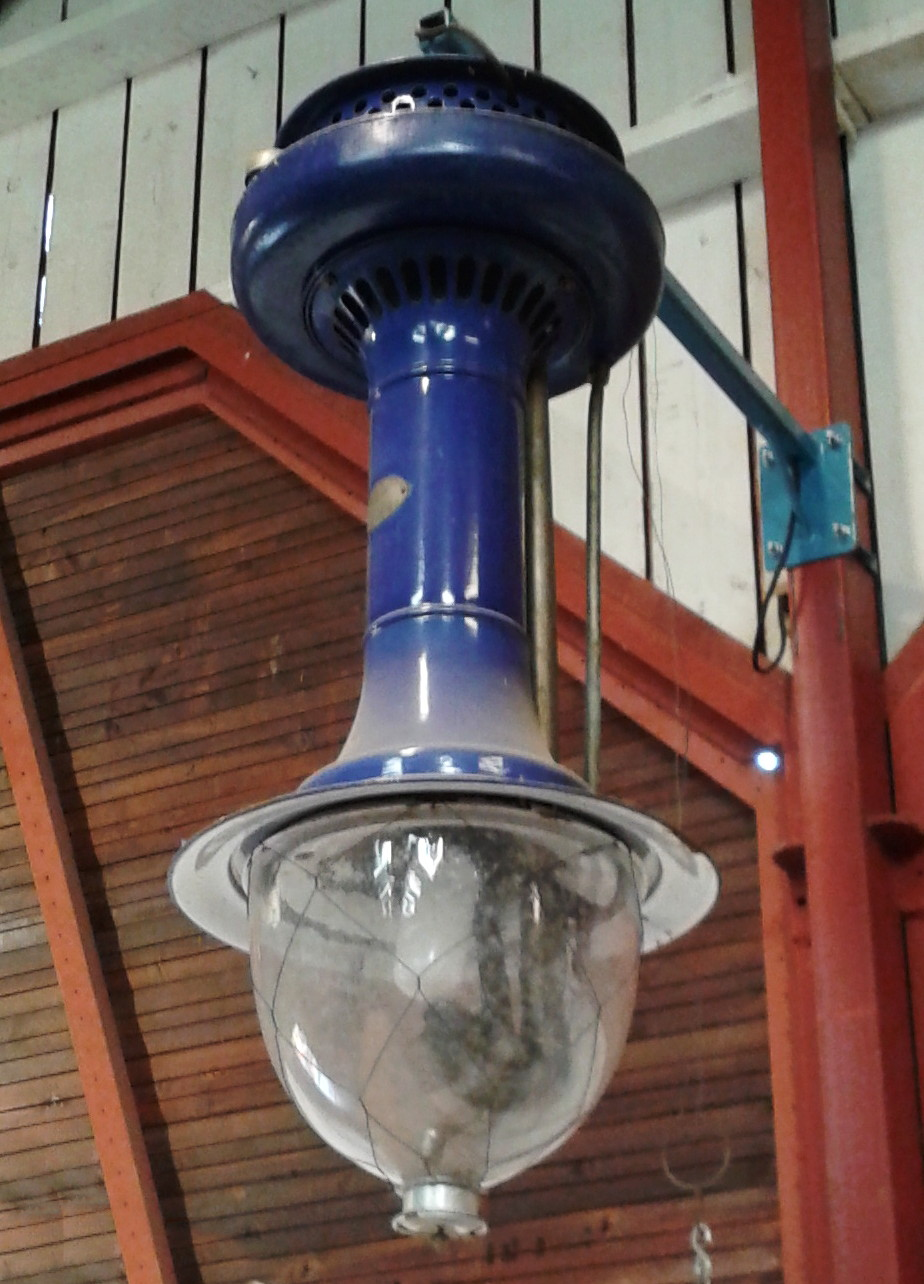
En autoluxlampa i järnvägsmuseet vid Gamla Linköping.

En luxlampa är en svensk belysningsarmatur, av typen fotogenlampa med glödstrumpa och tryck för utomhusbelysning, som tillverkades och såldes av firman AB Lux. Företaget AB Lux (uppgick 1919 i dåvarande Elektrolux) är intimt förknippat med industriutvecklingen på Lilla Essingen i Stockholm.

## Luxlampan

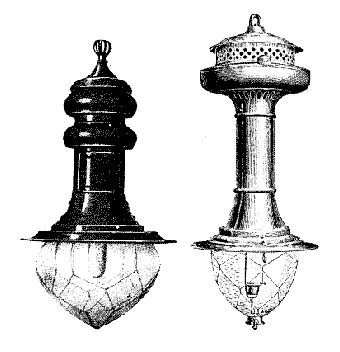
T.v. trycklampa, t.h. autoluxlampa.

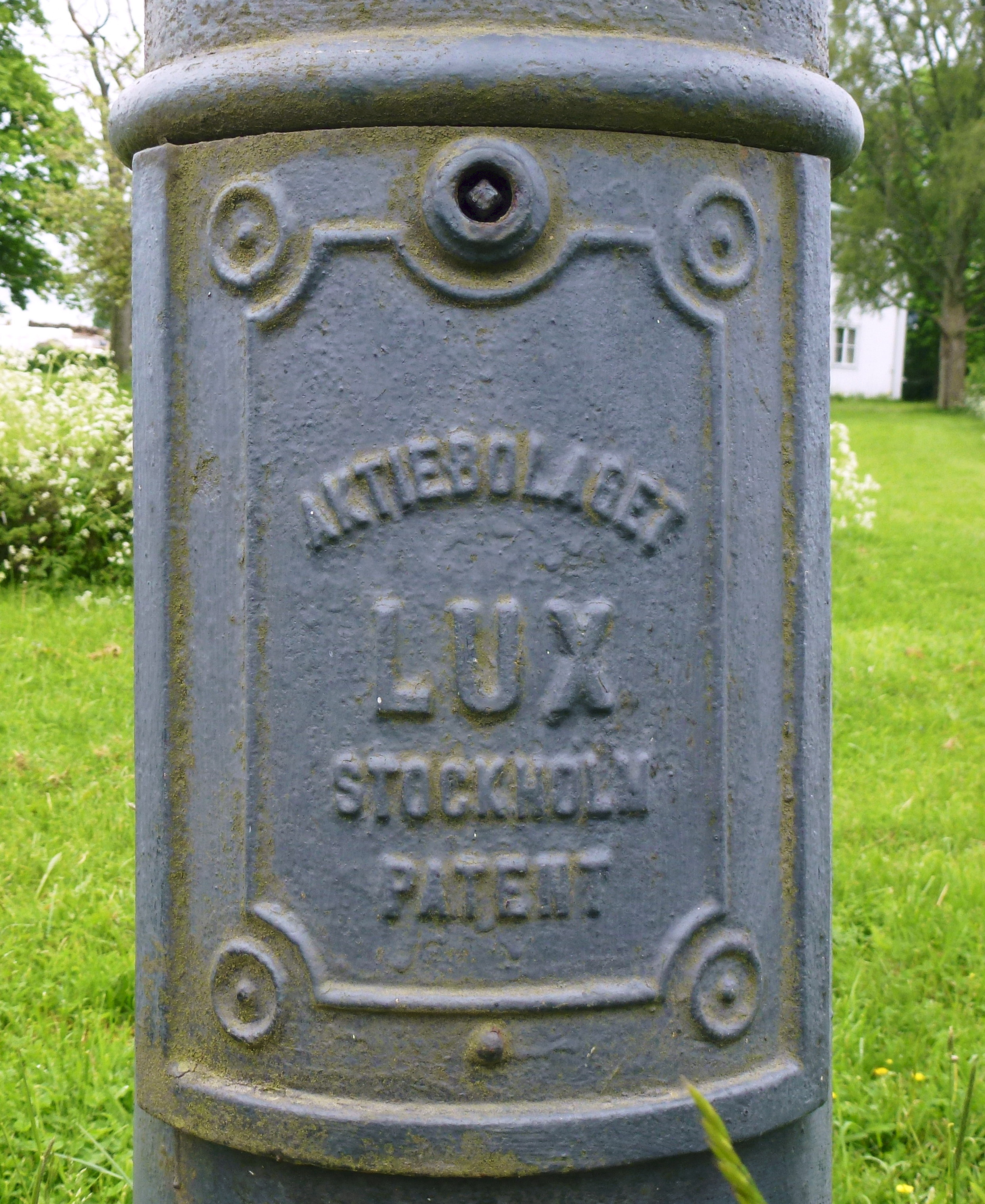
Text på en lyktstolpe.

Luxlampan var en typ av fotogenglödljuslampa som konstruerades av verkmästaren H. Rustige i slutet av 1800-talet. Det fanns två typer;  trycklampor där trycket åstadkoms genom koldioxid, en äldre konstruktion av D. Kempe och självtrycklampor utan övertryck som kallades autolux-lampor, den av H. Rustige utvecklade lampan.
År 1901 bildades AB Lux av filosofie doktor Sven Carlson för att exploatera den av Rustige gjorda uppfinningen.
I företagets funktionsbeskrivning stod bland annat följande:

"Lampan förbränner petroleum (fotogen), som förvaras i en behållare vid lyktstolpens fot och tryckes upp genom ett rör medelst kolsyra, hvilken jämväl finnes i ofvannämnda behållare. Lampan tändes på samma sätt som ett primuskök (med sprit) och brinner sedan med låga, som bringar en kring lågan anbragt metallstrumpa att glöda. Det är denna glödande "strumpa" som utsänder det starka skenet […] Luxlampan har vunnit spridning öfver hela jorden till belysning af bangårdar, villasamhällen m. m. Imitationer med olika namn finnas i marknaden.
Det starka skenet från luxlampan (den vanligaste storleken av luxlampan var 700 normalljus) nyttjades inte enbart för gatubelysning, järnvägar och folkparker utan installerades även i fyrar, exempelvis Landsorts fyr  och Kullens fyr som båda fick luxlampor 1907. Sandhammarens fyr fick luxljus redan 1902, som den första i Sverige.

## Företaget
Firman AB Lux bildades 1901 enbart för att producera och marknadsföra luxlampan. Företaget fanns på Lilla Essingen i Stockholm och i Riga.
År 1912 blev det ökad konkurrens från tillverkare av elljus vilket ledde till en nedgång i omsättningen. För att anpassa sig till det nya marknadstrycket började direktören för AB Lux, C.G. Lindblom, att söka en alternativ produkt att tillverka och sälja. Valet föll på en dammsugare som Axel Wenner-Gren hade utvecklad.
År 1919 gick firman upp i Elektrolux (1957 namnändrat till "Electrolux") genom en sammanslagning med Elektromekaniska AB. År 1999 köptes Lux ut från Electrolux och under namnet Lux International räknar de sin historia till 1901 har 2020 bland annat dammsugare och luftrenare i sin portfölj.